# Rhabdotorrhinus exarhatus
Rhabdotorrhinus exarhatus е вид птица от семейство Носорогови птици (Bucerotidae). Видът е световно застрашен, със статут Уязвим.

## Разпространение
Видът е разпространен в Индонезия.